# Бирский филиал Уфимского университета науки и технологий
Бирский филиал Уфимского университета науки и технологий — высшее учебное заведение основанное 27 июня 1939 года для подготовки высококвалифицированных педагогических кадров. 9 февраля 2012 года в качестве филиала присоединён к Башкирскому государственному университету. 1 ноября 2022 года реорганизован в Бирский филиал Уфимского университета науки и технологий.

## Основная история
В 1862 году в составе Бирского уездного училища был открыт педагогический класс, ставший первым педагогическим учебным заведением в Башкирии, просуществовавший до 1870 года. 3 октября 1882 года году распоряжением Государственного совета, была создана Бирская инородческая учительская школа, просуществовавшая до 1918 года для подготовки учителей инородческих школ и за всё время своего существования выпустившая свыше трёхсот педагогов. С 1918 года Бирская инородческая учительская школа была преобразована в Бирскую марийскую учительскую семинарию, а в 1919 году в Бирские марийские педагогические курсы.
В 1921 году Бирские марийские педагогические курсы переименованы в Бирский педагогический техникум, за время существования техникума, из его стен было выпущено более восемьсот семидесяти педагогов.
27 июня 1939 года Постановлением Совета народных комиссаров РСФСР № 318 на базе Бирского башкирского педагогического училища был создан Бирский учительский институт, для подготовки учителей общеобразовательной школы. Первым ректором был назначен П. М. Чугункин. Срок обучения в институте составил два года. В структуре института было создано три учебных отделения: русского языка и литературы, физико-математическое и историческое и пять кафедр: физики и математики, русского языка и литературы, истории, педагогики и марксизма-ленинизма. Первый педагогический состав составил девятнадцать преподавателей. В 1939 году на дневную форму обучения было зачислено двести девяносто студентов. В 1940 году было создано заочное отделение. В 1941 году институтом были выпущены первые шестьдесят четыре специалиста-педагога, из них: двадцать шесть учителей русского языка и литературы и тридцать восемь учителей истории, физики и математики.
27 сентября 1941 года Распоряжением Народного комиссариата просвещения РСФСР № Н-300 на базе Бирского учительского института и Орловского педагогического института был создан Бирский государственный педагогический институт с сохранением учительского института при созданном Бирском педагогическом институте. В структуре основного института были созданы курсы иностранных языков и военно-физкультурной подготовки, а так же три факультета: географический, физико-математический и естествознания, в структуре учительского института остались четыре отделения: филологическое, историческое, естественно-географическое и
физико-математическое. Срок обучения в основном институте составлял четыре года, в учительском институте — два года. В 1942 году в период Великой Отечественной войны в институте состоялся второй выпуск в количестве восемнадцати человек, в том числе: семь учителей русского языка и литературы, шесть учителей математики и физики и пять учителей истории.
В 1945 году в институте было создано подготовительное отделение. С 1941 по 1948 год в институте было подготовлено более семьсот семнадцать учителей общеобразовательных школ по различным специализациям.
В 2005 году Постановлением Правительства Российской Федерации Бирский государственный педагогический институт был переименован в Бирскую государственную социально-педагогическую академию. 
9 февраля 2012 года приказом Министерства образования и науки Российской Федерации № 95 Бирская государственная социально-педагогическая академия была реорганизована и в качестве филиала вошла в состав Башкирского государственного университета. В структуре института было создано семь факультетов: физики и математики, биологии и химии, отечественной филологии и иностранных языков, педагогики детства, социально-гуманитарный, физической культуры и технологического и художественного образования. В штате института состоит более двух с половиной тысячи студентов и двести семьдесят шесть педагогов. За всё время деятельности, институтом было подготовлено более шестидесяти тысяч специалистов.
1 ноября 2022 года реорганизован в филиал Уфимского университета науки и технологий, вследствие объединения Башкирского государственного университета  и Уфимского государственного авиационного технического университета.

## Руководство
- П. М. Чугункин (1939—1941)
- А. А. Овчинников (1941—1943)
- Г. Г. Неизвестных (1950——1954)
- Г. Н. Фатихов (1954—1956, 1960—1962)
- И. А. Зотов (1956—1958)
- М. Б. Муртазин (1958—1961)
- Ф. В. Султанов (1961—1963)
- К. Ш. Ахияров (1963—1989)
- М. И. Гарипов (1989—1995)
- С. М. Усманов (с 1995)

## Известные преподаватели и выпускники
- Усманов, Хамза Фатыхович — доктор исторических наук, профессор, почётный академик АН РБ[8]
- Гаязов, Альфис Суфиянович — доктор педагогических наук, профессор, член-корреспондент РАО[9]
- Шагапов, Владислав Шайхулагзамович — доктор физико-математических наук, профессор, академик АН РБ[10]
- Хамитов, Эдуард Шайхуллович — доктор педагогических наук, профессор, почётный академик АН РБ[11]
- Камаев, Рашит Бурханович — доктор философских наук, профессор, заслуженный деятель науки Республики Башкортостан[12]
- Насибуллин, Риф Шакрисламович — доктор филологических наук, профессор[13]
- Гуров, Валерий Николаевич — доктор педагогических наук, профессор[14]
- Аминев, Зия Аскатович — доктор исторических наук, профессор[15]